# Fintry Provincial Park
Der Fintry Provincial Park ist ein 357 Hektar großer Provincial Park im Zentrum der kanadischen Provinz British Columbia. Der Park liegt am westlichen Ufer des Okanagan Lake, etwa 37 Kilometer nördlich von Kelowna im Regional District of Central Okanagan.

## Anlage
Der Park liegt etwas abgelegen von den großen Straßen am Okanagan Lake. Der offizielle Zugang zum Park und dem Campground erfolgt entweder von Kelowna im Süden aus über eine etwa 34 Kilometer lange Zufahrtsstraße vom Highway 97 oder von Norden aus Vernon bzw. Amstrong über eine etwa 36 Kilometer lange Zufahrt.
Der Park gliedert sind in zwei Teile, wobei beide vom Shorts Creek durchflossen werden. Der mit 361 Hektar kleinere Teil des Parks, welcher den Anteil Provincial Park darstellt, liegt zum größten Teil zwischen dem Okanagan Lake und der Zufahrtsstraße zum Park, welche diesen auch in Nord-Süd-Richtung durchschneidet. Der mit 523 Hektar wesentlich größere Teil des Parks, der Anteil Protected Area, zieht sich von der Zufahrtsstraße aus etwa 13 Kilometer nach Westen.
Im Fintry Provincial Park, mit dem Seeufer, befinden sich nahezu alle infrastrukturellen Einrichtungen des Parks. Dazu gehören neben dem eigentlichen Campground mit seinen Anlagen auch noch das  Informationszentrum The Manor House. Weiterhin findet sich in diesem Parkteil, bei Shorts Point, ein kleiner Leuchtturm.
Dieser Anteil des Parks umschließt weiterhin auch noch eine kleine Ansiedlung, welche aber nicht Bestandteil des Parks ist.
Die Fintry Protected Area liegt westlich der Zufahrtsstraße. Während der andere Parkteil sich eher eben am See entlang zieht, steigt dieser Parkteil deutlich an und ist wesentlich bergiger. In diesem Teil des Parks liegt auch der Wasserfall. In drei Stufen fällt hier der Shorts Creek die Felsen hinab, bevor er durch einen etwa 60 bis 70 Meter tiefen Canyon aus erdmittelalterlichem Granit und Granodiorit weiter zum See fließt.
In der Schutzgebietszuordnung durch die International Union for Conservation of Nature and Natural Resources gliedert sich der Park in zwei Teile. Bei dem Anteil Provincial Park handelt es sich um ein Schutzgebiet der Kategorie III (Naturdenkmal), während es sich bei dem Anteil Protected Area um ein Schutzgebiet der Kategorie II (Nationalpark) handelt.

## Geschichte
Der Park wurde im Jahr 1996 eingerichtet und hatte bei seiner Gründung eine Größe von 361 Hektar Dieses Gebiet bildet heute den Anteil Provincial Park. Im Laufe der Zeit wurden die Parkgrenzen mehrmals neu festgelegt und der Park änderte damit auch jedes Mal seine Größe. Die Erweiterung des Parks um den Anteil Protected Area erfolgte im Jahr 2001.
Der Park liegt hauptsächlich im traditionellen Jagd- und Siedlungsgebiet der Westbank First Nation vom Volk der Okanagan. Die Geschichte ist daher, wie bei nahezu allen Provincial Parks, umfangreicher als durch die europäisch geprägte Geschichtsschreibung erfasst.
Die europäisch geprägte Geschichtsschreibung beginnt im 19. Jahrhundert, als am Westufer des Sees viele Händler der Hudson’s Bay Company aktiv waren. Die nahegelegene Ansiedlung war dabei einer der Übernachtungspunkte auf einer der Handelsrouten, dem „Okanagan Brigade Trail“. Der Name Shorts geht dabei auf eine spätere Zeit zurück. Thomas D. Shorts war in den Jahren ab 1880 der Kapitän und Betreiber eine Dampfbootflotte auf dem See und hatte um 1900 in Fintry seinen Wohnsitz. Das im Park gelegene The Manor House stammt aus dem Jahr 1909 und wurde von James Cameron Dunwaters errichtet. Von diesem wurden auch noch weitere Häuser im Park (z. B. die Farmgebäude am Parkgate) errichtet, da hier seine Farm lag.

## Flora und Fauna
Grundsätzlich liegt der Park im trockeneren Interior Plateau. Innerhalb des Ökosystems von British Columbia wird das Parkgebiet jedoch verschiedenen ökologischen Zonen zugeordnet. Der Anteil Provincial Park wird der Interior Douglas-fir Zone (mit den Subzonen Moist Warm und Very Dry Hot) zugeordnet. Der Anteil Protected Area wird der Interior Douglas-fir Zone, mit den Subzonen Moist Warm und Very Dry Mild sowie der Montane Spruce Zone mit der Dry Mild Subzone zugeordnet. Diese biogeoklimatischen Zonen zeichnen sich durch das gleiche Klima und gleiche oder ähnliche biologische sowie geologische Voraussetzungen aus. Daraus resultiert in der jeweiligen Zonen dann ein sehr ähnlicher Bestand an Pflanzen und Tieren.
Bedingt durch die teilweise sehr unterschiedlichen Zonen, findet sich im Park eine relativ große Anzahl von Pflanzen. Es findet sich neben weitverbreiteten Arten wie Douglasie, Küsten-Kiefer, Fichten und Amerikanische Zitterpappel auch die deutlich seltenere Arten, wie die Westliche Balsam-Pappel und die Gelb-Kiefer.
Diese Artenvielfalt setzt sich auch im Unterwuchs und den Wiesenbereichen mit der Erlenblättrigen Felsenbirne, Säckelblumen (Ceanothus) sowie dem Rotstängelmoos und verschiedenen Moosen und Flechten fort.
Die nachweisbaren Tierarten entsprechen der Größe und Lage des Parks. Im Gebiet findet sich unter anderem auch verschiedene Räuber wie Grizzlybären, Schwarzbären, Kojote und Echte Marder. Neben verschiedenen Rotwildarten, wie dem Maultierhirsch oder dem Weißwedelhirsch, gibt es im Park auch Dickhornschafe. Gleichzeitig ist der Park auch ein wichtiges Winterrückzugsgebiet für das in der Umgebung lebende Rotwild.
Der Park bietet auch den unterschiedlichsten Vögeln, wie der Amerikanischen Langohrfledermaus (Corynorhinus townsendii), das Kragenhuhn oder für den bedrohten Renntaucher, einen Lebensraum. Daneben kommt hier, wegen der alten Bäume, auch der Helmspecht sowie der Virginia-Uhu vor. Außerdem finden sich Habicht und Weißkopfseeadler im Park. Potentiell stellen die vorkommenden Kanadagänse ein Problem da, bisher wird dieses jedoch durch ihre natürlichen Fressfeinde Virginia-Uhu, Weißkopfseeadler und Kojote verhindert.
In den Bächen und Flüssen findet sich neben dem Bachsaibling auch der Rotlachs und die Regenbogenforelle. Im Okanagan Lake finden sich neben den Rotlachsen und Regenbogenforellen dann auch noch Heringsmaränen und Quappen.

## Aktivitäten
Der Park hat 100, teilweise reservierbare, Stellplätze für Wohnmobile und Zelte und verfügt über Sanitäranlagen mit Duschen. Der Campground gliedert sich dabei in drei Teilbereiche und ist mit seinen Stellplätzen und Sanitäranlagen nicht das ganze Jahr über nutzbar.
Die touristische Attraktion des Parks ist, neben dem See und den zahlreichen Wanderwegen und Klettermöglichkeiten, der Wasserfall. Weiterhin ist auf verschiedenen Wegen im Park das Reiten sowie das Mountain-Bike fahren erlaubt.
Auf dem See ist es erlaubt mit dem Motorboot zu fahren. Dafür findet sich im Park auch eine Slipanlage für Boote. Weiterhin ist der See ein hervorragendes Angelrevier.
Der Legende nach lebt im Okanagansee das Seeungeheuer Ogopogo.